# Emin He
Der Emin He (kasachisch Еміл (Emil); russisch Эмель (Emel)) ist ein Fluss, der meist unter seinen mongolischen und uigurischen Namen bekannt ist (chinesisch Emin He 额敏河) oder Yelimi He  (chinesisch 葉密立河/叶密立河).
Er entspringt im Tarbagataigebirge in Xinjiang, Volksrepublik China, im Gebiet, wo das Tarbagatai-Gebirge an das Wurigaxia-Gebirge grenzt. Er fließt südwestwärts durch den Süden des Kreises Tacheng und mündet in Kasachstan in den Alakölsee. Er bildet das größte Gewässersystem des Tacheng-Beckens. Innerhalb Chinas hat er eine Länge von 220 km. Der Emin He bildet ein sehr fischreiches Gewässer.